# Salix arbutifolia
El salze de fulla d'arboç o Chosenia és un gènere de plantes amb flor de la família de les salicàcies, que conté una única espècie, Salix arbutifolia Pall. (syn.:, Chosenia arbutifolia (Pall.) A. K. Skvortsov). Històricament, hom ha confós aquesta espècie amb l'àlber o, en especial, amb l'emparentat salze. És endèmic del nord d'Àsia: Sibèria, l'Extrem Orient Rus, Sakhalín, Kamtxatka, nord del Japó, Corea i nord-oest de la Xina. El nom d'aquest gènere deriva de Chosen, un antic regne fundat pels xinesos i el nom japonès per a Corea a començaments del segle xx, quan Takenoshin Nakai hi era destinat en identificar aquest nou gènere.

## Morfologia
És un arbre caducifoli molt semblant al salze però, a diferència d'aquest, és pol·linitzat pel vent (en comptes de ser-ho per insectes). Creix fins a una alçada d'uns 20 a 30 metres a una velocitat insòlita per les àrees on es fa: en el llit codolat o sorrenc d'un riu sec se'n pot fer un bosquet en una desena d'anys, i assolir els vint metres d'alçada en uns seixanta anys, quan la planta comença a decaure (viuen de seixanta a vuitanta anys). La seva escorça és gris-marronosa; les seves fulles fan entre 5 i 8 centímetres de llarg per 1,5 a 2,3 d'ample amb el marge quasi totalment serrat i l'àpex acuminat. Les flors, penjants, són agregades en aments d'un a 3 cm de llarg; són dioiques, amb flors mascles i femelles en arbres diferents.

## Usos
Els habitants del nord de l'Àsia han explotat aquest arbre de moltes formes:
- Confecció de sandàlies i esclops
- Cordes
- Construcció de cases i de ponts
- Canoes capaces de carregar fins a una tona
- Els rens i els ants en mengen les fulles